# Javaanse strandplevier
De Javaanse strandplevier (Anarhynchus javanicus) is een waadvogel uit de familie van plevieren (Charadriidae).

## Verspreiding en leefgebied
Deze soort is endemisch op het Indonesische eiland Java.

## Status
De grootte van de populatie is in 2013 geschat op 1300-4000 volwassen vogels. Op de Rode lijst van de IUCN heeft deze soort de status niet bedreigd.